# Curtiss P-6 Hawk
Il  Curtiss P-6 Hawk fu un aereo da caccia monomotore, monoposto e biplano, sviluppato dall'azienda aeronautica statunitense Curtiss Aeroplane and Motor Company nella seconda metà degli anni venti del XX secolo.
Entrato in servizio nel 1929 nei reparti dello United States Army Air Corps (USAAC), l'allora componente aerea dello United States Army (esercito statunitense), rimase operativo fino alla fine degli anni trenta; fu dismesso prima dello scoppio della seconda guerra mondiale.

## Impiego operativo
IL P-6 era, per la sua epoca, un velivolo veloce e con grande manovrabilità. Il prototipo XP-6, iscritto all'edizione 1927 delle National Air Races, quell'anno disputate a Spokane, raggiunse il secondo posto e l'XP-6A con raffreddamento ad acqua conquistò il primo posto nella gara di velocità, toccando i 323 km/h.
Il modello P-6 Es, che restò in servizio dal 1932 al 1937, ebbe numerosi incidenti che coinvolsero almeno 27 dei 46 aerei costruiti; gli esemplari che presentavano avarie, invece di essere riparati vennero fatti uscire dal servizio e smantellati o venduti. Almeno uno era però ancora in servizio nel 1942 presso l'USAAF
Nel 1932, il capitano Ruben C. Moffat stabilì un record con un P-6 modificato che utilizzava un motore Curtiss V-1570 Conqueror sovralimentato, volando da Dayton (Ohio) a Washington (DC) ad una velocità media di circa 430 km/h, ad una quota di 7 600 m.

## Varianti

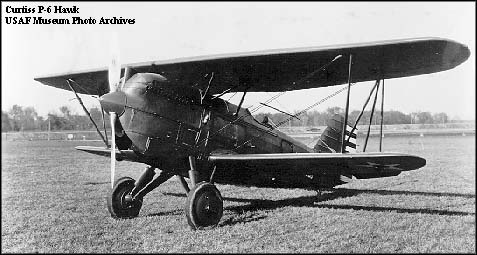
Curtiss P-6A Hawk, 29-260, con fusoliera modificata e nuovi freni oleo-pneumatici

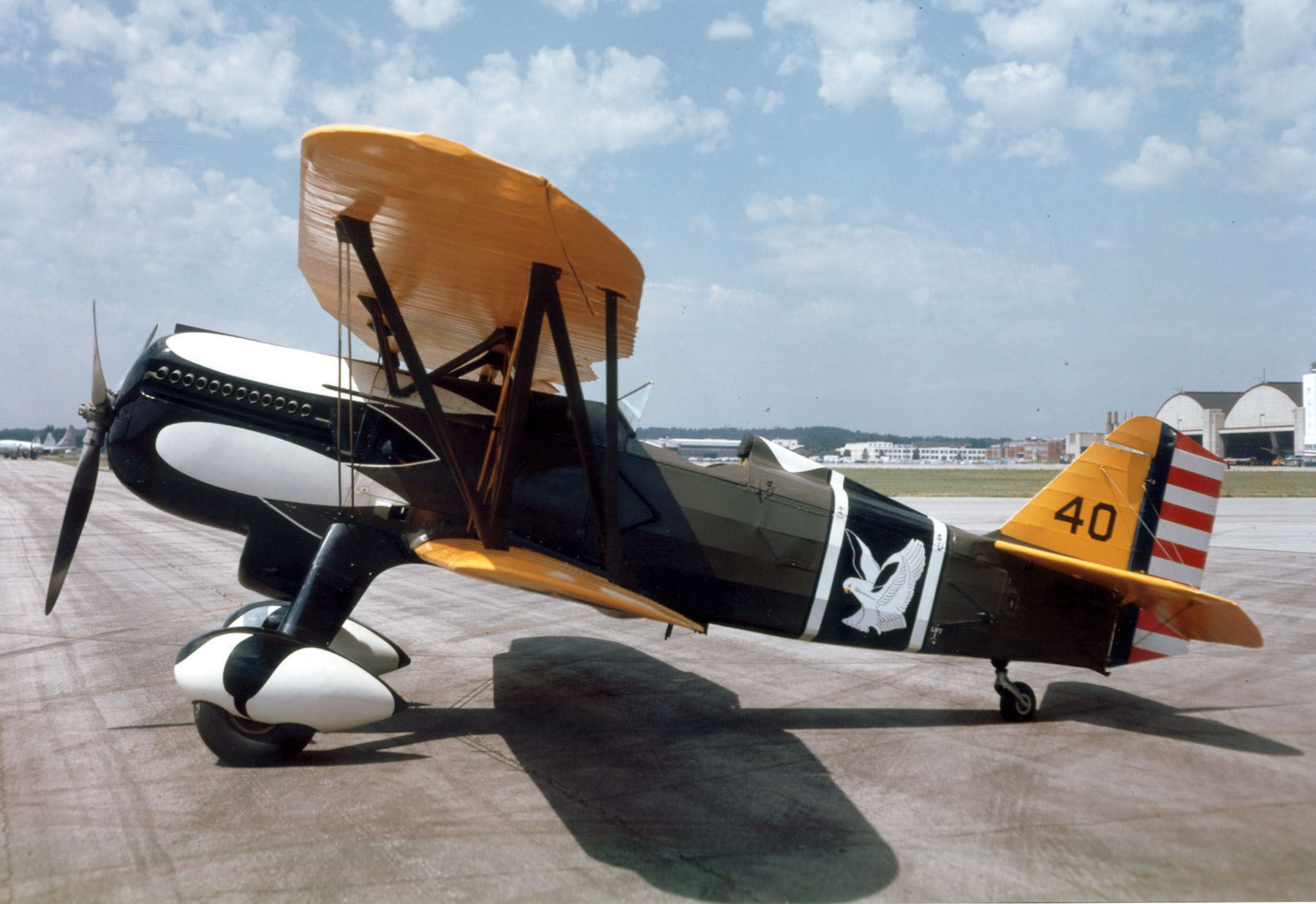
Curtiss P-6E Hawk al National Museum of the United States Air Force

XP-6Model 34P, si tratta di un Curtiss P-1 Hawk che montava un motore Curtiss V-1570-17 Conqueror
XP-6AModel 34K, come XP-6 ma con radiatori ad ali per ridurre l'attrito
P-6A18 esemplari ordinati dall'esercito americano, nove erano dotati di radiatori a liquido Prestone
XP-6BP-1 Hawk equipaggiati con il motore V-1670
P-6Ccancellato
XP-6DXP-6B dotati di motore V-1570-C con turbocompressore
P-6Dsei dei sette P-6A fino ad allora sopravvissuti, vennero rimotorizzati nel 1932 con motori V-1570-C turbocompressi
XP-6EModel 35, anche designato Y1P-22, ordinato nel luglio 1931 come prototipo del P-6E
P-6E46 costruiti nel 1931–1932, equipaggiarono il 17º ed il 33º Squadrone ricognitori
XP-6FXP-6E modificati con motore sovralimentato e cabina di pilotaggio chiusa
XP-6GP-6E con motore V-1570-F
XP-6HP-6E con 4 mitragliatrici da 7,62 mm montate sulle ali
P-6SHawk I, tre venduti a Cuba con motore Pratt & Whitney R-1340 radiale da 450 cavalli vapore britannici (340 kW), ed uno venduto al Giappone come Japan Hawk
P-11Tre ordinati col motore Curtiss H-1640 Chieftain da 600 cavalli vapore britannici (450 kW), due furono completati col V-1570 e ridesignati P-6D

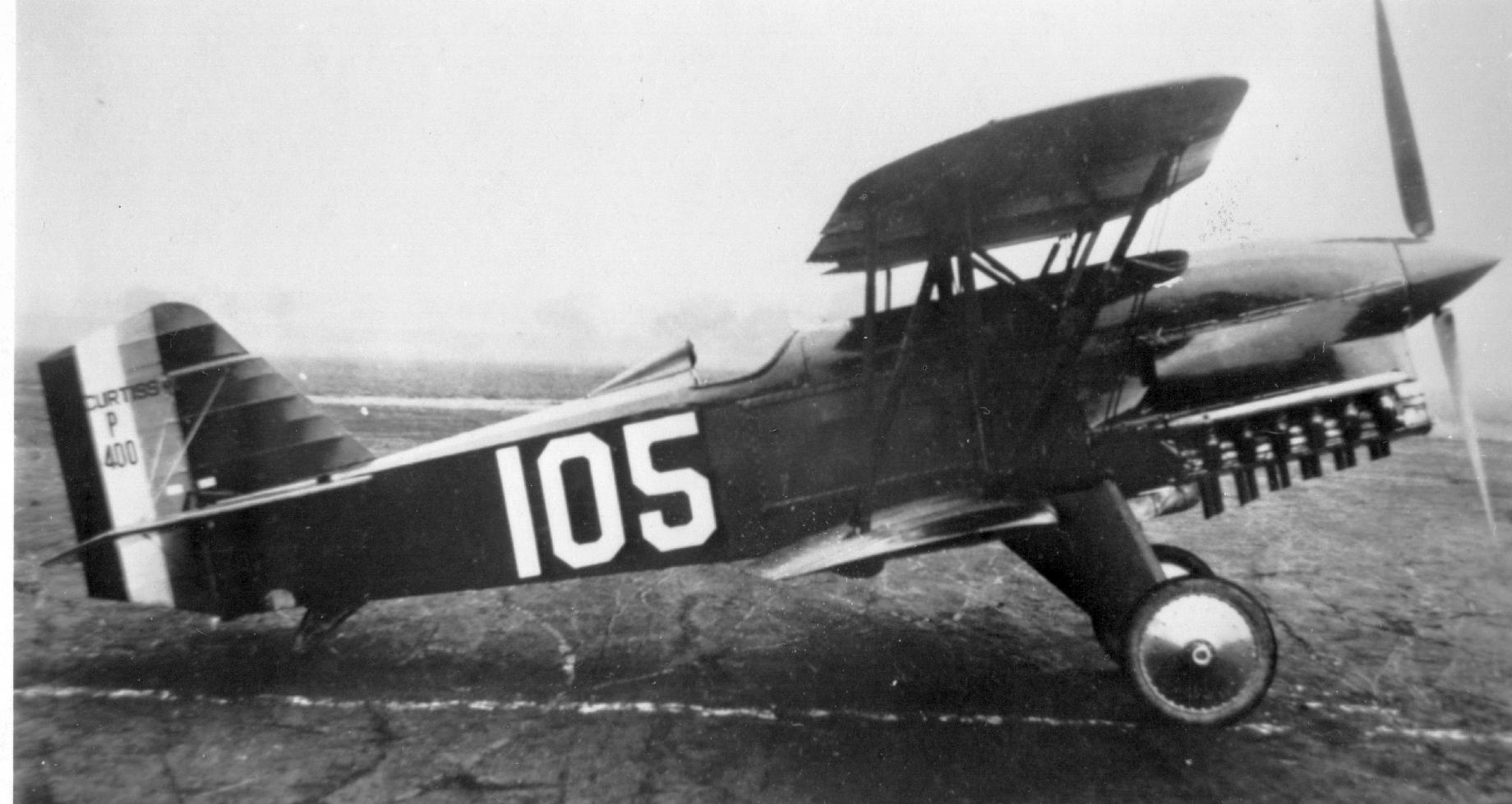
XP-17

XP-17P-1 utilizzato come test di prova per il motore sperimentale Wright V-1470
YP-20P-11 convertito con un motore radiale Wright Cyclone
XP-21Due conversioni di un Curtiss P-1 Hawk usato per testare il motore radiale Pratt & Whitney R-985 da 300 cavalli vapore britannici (220 kW)
XP-22designazione temporanea del P-6A usato per testare la nuova installazione del radiatore per il motore V-1570-23 e convertito successivamente in P-6A
XP-23Model 63, P-6E non completato, con fusoliera monoscocca in lega leggera, coda migliorata e un motore G1V-1570C dotato di turbocompressore in posizione esterna al motore. Il turbocompressore fu successivamente rimosso e il velivolo ridesignato YP-23

## Utilizzatori
Cina
- Chung-Hua Min-Kuo K'ung-Chün

L'aeronautica militare della Repubblica cinese utilizzò 50 Hawk II.
 Cuba
- L'Aeronautica militare cubana ricevette tre caccia P-6S col motore radiale Pratt & Whitney Wasp da 450 cavalli vapore britannici (340 kW).

 Giappone
- Il Giappone acquistò un P-6S, probabilmente aggiornato con un motore Conqueror.

 Paesi Bassi (Indie orientali olandesi)
- La Royal Netherlands East Indies Army Air Force ricevette otto esemplari di P-6D col motore Conqueror, nel 1930. Altri sei, costruiti su licenza dalla Aviolanda nel 1931, vennero inviati alla colonia. Tre P-6 andarono distrutti prima della guerra: due in collisione aerea il 27 febbraio 1936 ed uno probabilmente in un incidente durante l'atterraggio il 5 febbraio 1935.

 Stati Uniti
- United States Army Air Corps

 Bolivia
- Le Forze aeree boliviane usarono i P-6S durante la Guerra del Chaco. Il 22 dicembre 1932 un P-6 Hawk attaccò la cannoniera Paraguaiana ARP Tacuary che era ancorata a Bahía Negra (20°13′48″S 58°10′00.98″W)

### Riviste
- Bowers, Peter M. "The Great Fighter Fly-Offs: Curtiss vs. Boeing". Wings, Volume 31, Number 1, February 2001.